# Балыкты (озеро, Костанайская область)
Балыкты (каз. Балықты) — озеро в Узункольском районе Костанайской области Казахстана. Находится к югу от села Узунколь.
По данным топографической съёмки 1944 года, площадь поверхности озера составляет 4,52 км². Наибольшая длина озера — 3,1 км, наибольшая ширина — 1,7 км. Длина береговой линии составляет 10,2 км, развитие береговой линии — 13,8. Озеро расположено на высоте 168,9 м над уровнем моря.
По данным обследования экспедицией ГГИ от 13 сентября 1955 года, площадь поверхности озера составляет 4,4 км². Максимальная глубина — 2,6 м, объём водной массы — 6,4 млн. м³, общая площадь водосбора — 51,4 км².